# آنا کلمن
آنا کلمن (انگلیسی: Anna Kleman; ۲۴ نوامبر ۱۸۶۲ – ۸ آوریل ۱۹۴۰) کارگزار بیمه، و فعال حق رأی اهل سوئد بود.
آنا کلمن به‌دلیل فعالیت‌هایش به‌عنوان یک فعال حقوق زنان و صلح‌طلب شناخته می‌شود، به‌ویژه در ارتباط با تلاش‌هایش برای کسب حق رأی زنان چهره تاریخی و اثرگذار از خود نشان داد. او در کنفرانس حق رأی زنان استکهلم ۱۹۱۱ شرکت کرد و در سال ۱۹۱۵ نمایندهٔ سوئد در کنفرانس بین‌المللی صلح زنان در لاهه بود. او تلاش‌های بسیار زیادی برای به رسمیت شناخته شدن حق رای زنان و سایر حقوق بانوان در کشور سوئد تلاش کرد.
با تأسیس سازمان خیریهٔ نجات کودکان در سال ۱۹۱۹، او به عضویت هیئت‌مدیرهٔ شاخهٔ سوئدی آن با نام ردا بارنن درآمد و بعدها ریاست هیئت‌مدیره را نیز برعهده گرفت. بخش سوئدی در ۱۹ نوامبر ۱۹۱۹ توسط الن پالمستیرنا (رئیس) به همراه نویسنده الن واگنر و گردا مارکوس (هر دو عضو فعال هیئت مدیره) تأسیس شد. آنا کلمن نیز از اعضای مؤسس هیئت مدیره بود و بعدها رهبری هیئت مدیره را بر عهده گرفت.

## زندگی‌نامه
آنا سوفیا کلمن در سال ۱۸۶۲ در کارلسکرونا به‌دنیا آمد. او دختر فرمانده کارل کلمن (۱۸۲۰–۱۸۷۲) و یوهانا آگوستا گرام (۱۸۲۵–۱۹۰۴) بود. خواهر کوچک‌تر او، الن کلمن (۱۸۶۷–۱۹۴۳)، نیز از فعالان جنبش زنان بود. الن کلمن، سردبیر نشریات «داگنی» و «هرتا»، نقش چشمگیری در شکل‌گیری فضای فکری جنبش فمینیستی سوئد ایفا کرد و با تألیف آثار ادبی و مشارکت در مجلات زنان، بر خواهر خود نیز تأثیرگذار بود.
تا سال ۱۸۹۵، کلمن در شرکت بیمهٔ تول در استکهلم مشغول به کار بود. از سال ۱۹۰۳، به انجمن «دانشجویان و کارگران» پیوست و بین سال‌های ۱۹۰۶ تا ۱۹۱۱ در هیئت‌مدیرهٔ «انجمن حق رأی سیاسی زنان» فعالیت داشت. در سال ۱۹۰۷، او به عضویت کمیتهٔ سازمان زنان نیا ایدون درآمد.
او از هواداران پرشور حق رأی زنان بود و نقش مؤثری در کنگرهٔ حق رأی زنان استکهلم در سال ۱۹۱۱ ایفا کرد. همچنین، در کنگرهٔ صلح زنان در لاهه (۱۹۱۵) و کنگرهٔ اتحادیهٔ بین‌المللی زنان برای صلح و آزادی در زوریخ (۱۹۱۹) شرکت داشت و دیدگاه‌های خود را در زمینهٔ صلح و حقوق زنان ارائه کرد.
از سال ۱۹۱۶، مقالاتی در حمایت از حق رأی زنان در مجلهٔ رُسترِت فِر کوینور (رأی برای زنان) منتشر می‌کرد. در این نوشته‌ها، او ضمن دفاع از برابری جنسیتی، به بررسی موانع اجتماعی و فرهنگی برای مشارکت زنان در سیاست نیز پرداخت.
کلمن به‌تدریج بیشتر به فعالیت‌های صلح‌طلبانه روی آورد و بین سال‌های ۱۹۱۵ تا ۱۹۱۸ ریاست شاخهٔ سوئدی اتحادیهٔ بین‌المللی زنان برای صلح و آزادی را برعهده داشت. او در سال ۱۹۲۵ در نشست شورای بین‌المللی زنان که توسط انجمن ملی حق رأی زنان در واشینگتن دی.سی. برگزار شد شرکت کرد و گزارش آن را در مجلهٔ هرتا منتشر کرد که به مسائل زنان اختصاص داشت.
آنا کلمن در سال ۱۹۴۰ در استکهلم درگذشت. او به‌عنوان یکی از چهره‌های مهم جنبش زنان و صلح در سوئد در حافظهٔ تاریخی این کشور باقی مانده است.